# Virus oncolitici
Un virus oncolitico è un virus che infetta e uccide preferenzialmente le cellule tumorali. Una volta che le cellule tumorali infettate vengono distrutte tramite oncolisi, rilasciano nuove particelle virali infettive, o virioni, che contribuiscono loro stessi a a distruggere le cellule residue del tumore. I virus oncolitici sono pensati solo per provocare la distruzione delle cellule tumorali, ma anche di stimolare la risposta immunitaria al tumore da parte dell'ospite.
Il potenziale dei virus come agenti antitumorali è stato pensato all'inizio del XX secolo, anche se gli sforzi di ricerca coordinati non sono iniziati fino agli anni 1960. Un certo numero di virus, compresi gli adenovirus, i reoviridae, il virus del morbillo, l'herpes simplex, il virus della malattia di Newcastle sono stati clinicamente testati come agenti oncolitici. La maggior parte dei virus oncolitici attuali sono stati scelti per essere selettivi verso un tumore specifico.
Il primo virus oncolitico ad essere approvato da una agenzia di regolamentazione è un adenovirus oncolitico geneticamente modificato, nominato H101 dalla società cinese, Shanghai Sunway Biotech Nel 2005 ottenne l'approvazione della China Food and Drug Administration per il trattamento del tumore della testa e del collo.